# Гро, Шарль
Шарль Гро (фр. Charles Graux; 23 ноября 1852, Вервен — 13 января 1882, Париж) — французский учёный-эллинист, филолог-классик, палеограф, научный писатель.

## Биография
Образование получил в Школе хартий и Практической школе высших исследований, затем стажировался в эллинистике под руководством Эдуара Турнье. В апреле 1872 года получил степень лиценциата, с ноября 1873 года читал свой курс эллинистики в Школе высших исследований, начал сотрудничать с рядом научных журналов, работал в университетской библиотеке. Благодаря хорошему знанию древнегреческого языка допускался к работе в библиотеках Швеции, Дании, Испании и Португалии, где сумел изучить много старинных рукописей (в Испании, в частности, работал целый год в 1875—1876 годах). 1 января 1881 года защитил докторскую диссертацию по трудам Плутарха, затем несколько месяцев работал в Ватиканской библиотеке в Риме, пообещав вернуться для каталогизации рукописей. Вернувшись в начале 1882 года в Париж, внезапно заболел тифом и умер.
Шарлю Гро принадлежат аннотированные каталоги древнегреческих фондов в Копенгагене (фр. Notices sommaires des manuscrits grecs de la grande bibliothèque de Copenhague; 1879); и Эскориале (фр. Essai sur les origines du fonds grec de l’Escurial; 1881), издания Плутарховых «Демосфена» и «Цицерона». После смерти друзьями были собраны и изданы книга статей и заметок Гро «Notices bibliographiques et autres articles» и масштабный мемориальный сборник с участием крупных эллинистов со всего мира «Mélanges. Recueil de travaux d’érudition classique» (обе 1884).